# Amastigoot

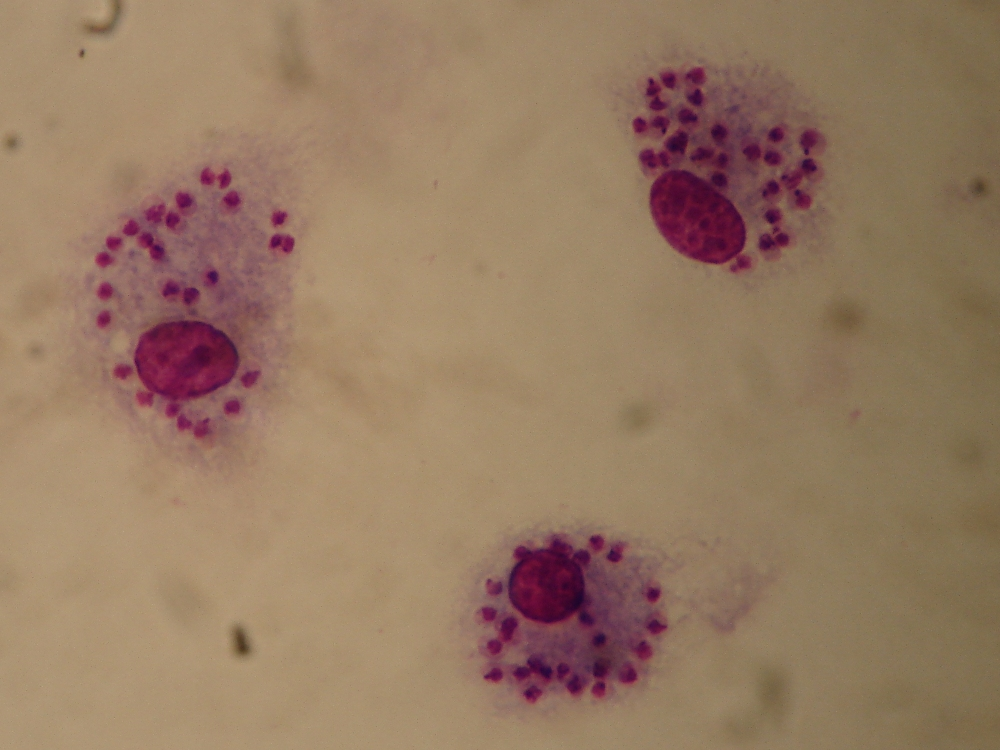
Amastigoten te zien als de kleinere gekleurde stippen in de cel.

Een amastigoot is de term die voornamelijk wordt gebruikt om een intracellulaire fase in de levenscyclus van trypanosomen aan te duiden en die zich repliceert. Het wordt ook wel het leishmanstadium genoemd, omdat het bij het tropanosoma-geslacht Leishmania de vorm is, die de parasiet aanneemt in de gewervelde gastheer. Een amastigoot heeft geen zichtbare trilhaar of zweepstaartje.

Levenscyclus van leishmaniasis bij de mens